# Interlands Zweeds voetbalelftal 2020-2029
Deze pagina toont een chronologisch en gedetailleerd overzicht van de interlands die het Zweeds voetbalelftal speelt en heeft gespeeld in de periode 2020 – 2029.

## Interlands

### 2020
|                                                                         |          |                    |        |                                                                                |
| 9 januari Vriendschappelijk № 1051 «onderlinge duels» 20:00 uur (UTC+3) | Moldavië | 0 – 1              | Zweden | Al-Ahlystadion, Doha Toeschouwers: 100 Scheidsrechter: Saoud Ali Al-Adba (QAT) |
| 9 januari Vriendschappelijk № 1051 «onderlinge duels» 20:00 uur (UTC+3) |          | 32' Jordan Larsson |        | Al-Ahlystadion, Doha Toeschouwers: 100 Scheidsrechter: Saoud Ali Al-Adba (QAT) |

|                                                                          |        |                   |        |                                                                                  |
| 12 januari Vriendschappelijk № 1052 «onderlinge duels» 17:45 uur (UTC+3) | Kosovo | 0 – 1             | Zweden | Al-Ahlystadion, Doha Toeschouwers: 75 Scheidsrechter: Mohammed Al-Shammari (QAT) |
| 12 januari Vriendschappelijk № 1052 «onderlinge duels» 17:45 uur (UTC+3) |        | 75' Simon Hedlund |        | Al-Ahlystadion, Doha Toeschouwers: 75 Scheidsrechter: Mohammed Al-Shammari (QAT) |

|                                                                                      |        |                   |           |                                                                             |
| 5 september UEFA Nations League Groep A3 № 1053 «onderlinge duels» 20:45 uur (UTC+2) | Zweden | 0 – 1             | Frankrijk | Friends Arena, Solna Toeschouwers: 0 Scheidsrechter: Szymon Marciniak (POL) |
| 5 september UEFA Nations League Groep A3 № 1053 «onderlinge duels» 20:45 uur (UTC+2) |        | 41' Kylian Mbappé |           | Friends Arena, Solna Toeschouwers: 0 Scheidsrechter: Szymon Marciniak (POL) |

|                                                                                      |        |                                               |          |                                                                           |
| 8 september UEFA Nations League Groep A3 № 1054 «onderlinge duels» 20:45 uur (UTC+2) | Zweden | 0 – 2                                         | Portugal | Friends Arena, Solna Toeschouwers: 0 Scheidsrechter: Danny Makkelie (NED) |
| 8 september UEFA Nations League Groep A3 № 1054 «onderlinge duels» 20:45 uur (UTC+2) |        | 45+1' Cristiano Ronaldo 72' Cristiano Ronaldo |          | Friends Arena, Solna Toeschouwers: 0 Scheidsrechter: Danny Makkelie (NED) |

|                                                                         |                         |       |                                          |                                                                           |
| 8 oktober Vriendschappelijk № 1055 «onderlinge duels» 19:30 uur (UTC+3) | Rusland                 | 1 – 2 | Zweden                                   | VEB Arena, Moskou Toeschouwers: 5.000 Scheidsrechter: Halis Özkahya (TUR) |
| 8 oktober Vriendschappelijk № 1055 «onderlinge duels» 19:30 uur (UTC+3) | Aleksandr Sobolev 90+2' |       | 21' Alexander Isak 73' Mattias Johansson | VEB Arena, Moskou Toeschouwers: 5.000 Scheidsrechter: Halis Özkahya (TUR) |

|                                                                                     |                                       |       |                 |                                                                               |
| 11 oktober UEFA Nations League Groep A3 № 1056 «onderlinge duels» 18:00 uur (UTC+2) | Kroatië                               | 2 – 1 | Zweden          | Maksimirstadion, Zagreb Toeschouwers: 2.020 Scheidsrechter: John Beaton (SCO) |
| 11 oktober UEFA Nations League Groep A3 № 1056 «onderlinge duels» 18:00 uur (UTC+2) | Nikola Vlašić 32' Andrej Kramarić 84' |       | 66' Marcus Berg | Maksimirstadion, Zagreb Toeschouwers: 2.020 Scheidsrechter: John Beaton (SCO) |

|                                                                                     |                                                  |       |        |                                                                                           |
| 14 oktober UEFA Nations League Groep A3 № 1057 «onderlinge duels» 19:45 uur (UTC+1) | Portugal                                         | 3 – 0 | Zweden | Estádio José Alvalade, Lissabon Toeschouwers: 5.000 Scheidsrechter: Srđan Jovanović (SRB) |
| 14 oktober UEFA Nations League Groep A3 № 1057 «onderlinge duels» 19:45 uur (UTC+1) | Bernardo Silva 21' Diogo Jota 44' Diogo Jota 72' |       |        | Estádio José Alvalade, Lissabon Toeschouwers: 5.000 Scheidsrechter: Srđan Jovanović (SRB) |

|                                                                           |                                  |       |        |                                                                             |
| 11 november Vriendschappelijk № 1058 «onderlinge duels» 19:30 uur (UTC+1) | Denemarken                       | 2 – 0 | Zweden | Brøndbystadion, Brøndby Toeschouwers: 141 Scheidsrechter: Espen Eskås (NOR) |
| 11 november Vriendschappelijk № 1058 «onderlinge duels» 19:30 uur (UTC+1) | Jonas Wind 61' Alexander Bah 74' |       |        | Brøndbystadion, Brøndby Toeschouwers: 141 Scheidsrechter: Espen Eskås (NOR) |

|                                                                                      |                                             |       |                             |                                                                           |
| 14 november UEFA Nations League Groep A3 № 1059 «onderlinge duels» 20:45 uur (UTC+1) | Zweden                                      | 2 – 1 | Kroatië                     | Friends Arena, Solna Toeschouwers: 0 Scheidsrechter: Daniel Siebert (GER) |
| 14 november UEFA Nations League Groep A3 № 1059 «onderlinge duels» 20:45 uur (UTC+1) | Dejan Kulusevski 36' Marcus Danielson 45+2' |       | 82' (e.d.) Marcus Danielson | Friends Arena, Solna Toeschouwers: 0 Scheidsrechter: Daniel Siebert (GER) |

|                                                                                      |                                                                                |       |                                      |                                                                                      |
| 17 november UEFA Nations League Groep A3 № 1060 «onderlinge duels» 20:45 uur (UTC+1) | Frankrijk                                                                      | 4 – 2 | Zweden                               | Stade de France, Saint-Denis Toeschouwers: 0 Scheidsrechter: Aleksej Koelbakov (BLR) |
| 17 november UEFA Nations League Groep A3 № 1060 «onderlinge duels» 20:45 uur (UTC+1) | Olivier Giroud 16' Benjamin Pavard 36' Olivier Giroud 59' Kingsley Coman 90+5' |       | 5' Viktor Claesson 88' Robin Quaison | Stade de France, Saint-Denis Toeschouwers: 0 Scheidsrechter: Aleksej Koelbakov (BLR) |

### 2021
|                                                                              |                     |       |         |                                                                           |
| 25 maart WK-kwalificatie Groep B № 1061 «onderlinge duels» 20:45 uur (UTC+1) | Zweden              | 1 – 0 | Georgië | Friends Arena, Solna Toeschouwers: 0 Scheidsrechter: Benoît Bastien (FRA) |
| 25 maart WK-kwalificatie Groep B № 1061 «onderlinge duels» 20:45 uur (UTC+1) | Viktor Claesson 35' |       |         | Friends Arena, Solna Toeschouwers: 0 Scheidsrechter: Benoît Bastien (FRA) |

|                                                                              |        |                                                                         |        |                                                                                  |
| 28 maart WK-kwalificatie Groep B № 1062 «onderlinge duels» 20:45 uur (UTC+2) | Kosovo | 0 – 3                                                                   | Zweden | Fadil Vokrristadion, Pristina Toeschouwers: 0 Scheidsrechter: Tamás Bognár (HUN) |
| 28 maart WK-kwalificatie Groep B № 1062 «onderlinge duels» 20:45 uur (UTC+2) |        | 12' Ludwig Augustinsson 35' Alexander Isak 70' (pen.) Sebastian Larsson |        | Fadil Vokrristadion, Pristina Toeschouwers: 0 Scheidsrechter: Tamás Bognár (HUN) |

|                                                                        |                |       |         |                                                                        |
| 31 maart Vriendschappelijk № 1063 «onderlinge duels» 17:45 uur (UTC+2) | Zweden         | 1 – 0 | Estland | Friends Arena, Solna Toeschouwers: 0 Scheidsrechter: Marco Fritz (GER) |
| 31 maart Vriendschappelijk № 1063 «onderlinge duels» 17:45 uur (UTC+2) | Marcus Berg 4' |       |         | Friends Arena, Solna Toeschouwers: 0 Scheidsrechter: Marco Fritz (GER) |

|                                                                      |                                                |       |         |                                                                         |
| 29 mei Vriendschappelijk № 1064 «onderlinge duels» 19:00 uur (UTC+2) | Zweden                                         | 2 – 0 | Finland | Friends Arena, Solna Toeschouwers: 0 Scheidsrechter: Jakob Kehlet (DEN) |
| 29 mei Vriendschappelijk № 1064 «onderlinge duels» 19:00 uur (UTC+2) | Robin Quaison 23' Sebastian Larsson 58' (pen.) |       |         | Friends Arena, Solna Toeschouwers: 0 Scheidsrechter: Jakob Kehlet (DEN) |

|                                                                      |                                                        |       |                         |                                                                                 |
| 5 juni Vriendschappelijk № 1065 «onderlinge duels» 20:45 uur (UTC+2) | Zweden                                                 | 3 – 1 | Armenië                 | Friends Arena, Solna Toeschouwers: 500 Scheidsrechter: Mattias Gestranius (FIN) |
| 5 juni Vriendschappelijk № 1065 «onderlinge duels» 20:45 uur (UTC+2) | Emil Forsberg 16' Marcus Danielson 34' Marcus Berg 84' |       | 63' Vahan Bitsjachtsjan | Friends Arena, Solna Toeschouwers: 500 Scheidsrechter: Mattias Gestranius (FIN) |

| EK 2020 |
| ------- |

|                                                                          |         |       |        | |
| 14 juni EK-eindronde Groep E № 1066 «onderlinge duels» 21:00 uur (UTC+2) | Spanje  | 0 – 0 | Zweden | Estadio de La Cartuja, Sevilla Toeschouwers: 10.559 Scheidsrechter: Slavko Vinčić (SVN) Video-assistent: Bastian Dankert (GER) |
| 14 juni EK-eindronde Groep E № 1066 «onderlinge duels» 21:00 uur (UTC+2) | Verslag |       |        | Estadio de La Cartuja, Sevilla Toeschouwers: 10.559 Scheidsrechter: Slavko Vinčić (SVN) Video-assistent: Bastian Dankert (GER) |

|                                                                          |                          |         |           | |
| 18 juni EK-eindronde Groep E № 1067 «onderlinge duels» 16:00 uur (UTC+3) | Zweden                   | 1 – 0   | Slowakije | Krestovskistadion, Sint-Petersburg Toeschouwers: 11.525 Scheidsrechter: Daniel Siebert (GER) Video-assistent: Marco Fritz (GER) |
| 18 juni EK-eindronde Groep E № 1067 «onderlinge duels» 16:00 uur (UTC+3) | Emil Forsberg 77' (pen.) | Verslag |           | Krestovskistadion, Sint-Petersburg Toeschouwers: 11.525 Scheidsrechter: Daniel Siebert (GER) Video-assistent: Marco Fritz (GER) |

|                                                                          |                                                          |         |                                               | |
| 23 juni EK-eindronde Groep E № 1068 «onderlinge duels» 19:00 uur (UTC+3) | Zweden                                                   | 3 – 2   | Polen                                         | Krestovskistadion, Sint-Petersburg Toeschouwers: 14.252 Scheidsrechter: Michael Oliver (ENG) Video-assistent: Chris Kavanagh (ENG) |
| 23 juni EK-eindronde Groep E № 1068 «onderlinge duels» 19:00 uur (UTC+3) | Emil Forsberg 2' Emil Forsberg 59' Viktor Claesson 90+4' | Verslag | 61' Robert Lewandowski 84' Robert Lewandowski | Krestovskistadion, Sint-Petersburg Toeschouwers: 14.252 Scheidsrechter: Michael Oliver (ENG) Video-assistent: Chris Kavanagh (ENG) |

|                                                                                 |                   |              |                                              | |
| 29 juni EK-eindronde Achtste finale № 1069 «onderlinge duels» 20:00 uur (UTC+1) | Zweden            | 1 – 2 (n.v.) | Oekraïne                                     | Hampden Park, Glasgow Toeschouwers: 9.221 Scheidsrechter: Daniele Orsato (ITA) Video-assistent: Massimiliano Irrati (ITA) |
| 29 juni EK-eindronde Achtste finale № 1069 «onderlinge duels» 20:00 uur (UTC+1) | Emil Forsberg 43' | Verslag      | 27' Oleksandr Zintsjenko 120+1' Artem Dovbyk | Hampden Park, Glasgow Toeschouwers: 9.221 Scheidsrechter: Daniele Orsato (ITA) Video-assistent: Massimiliano Irrati (ITA) |

|  |  |  |  |  |  |  |  |  |

|                                                                                 |                                       |       |                 | |
| 2 september WK-kwalificatie Groep B № 1070 «onderlinge duels» 20:45 uur (UTC+2) | Zweden                                | 2 – 1 | Spanje          | Friends Arena, Solna Toeschouwers: 16.901 Scheidsrechter: Anthony Taylor (ENG) Video-assistent: Stuart Attwell (ENG) |
| 2 september WK-kwalificatie Groep B № 1070 «onderlinge duels» 20:45 uur (UTC+2) | Alexander Isak 6' Viktor Claesson 57' |       | 5' Carlos Soler | Friends Arena, Solna Toeschouwers: 16.901 Scheidsrechter: Anthony Taylor (ENG) Video-assistent: Stuart Attwell (ENG) |

|                                                                           |                                                 |       |                       |                                                                                |
| 5 september Vriendschappelijk № 1071 «onderlinge duels» 15:00 uur (UTC+2) | Zweden                                          | 2 – 1 | Oezbekistan           | Friends Arena, Solna Toeschouwers: 12.974 Scheidsrechter: Kai Erik Steen (NOR) |
| 5 september Vriendschappelijk № 1071 «onderlinge duels» 15:00 uur (UTC+2) | Abdoella Abdoellajev 6' (e.d.) Isaac Thelin 35' |       | 71' Eldor Sjomoerodov | Friends Arena, Solna Toeschouwers: 12.974 Scheidsrechter: Kai Erik Steen (NOR) |

|                                                                                 |                                                |       |                   | |
| 8 september WK-kwalificatie Groep B № 1072 «onderlinge duels» 21:45 uur (UTC+3) | Griekenland                                    | 2 – 1 | Zweden            | Olympisch Stadion Spyridon Louis, Athene Toeschouwers: 3.475 Scheidsrechter: Sergej Karasjov (RUS) Video-assistent: Vitali Mesjkov (RUS) |
| 8 september WK-kwalificatie Groep B № 1072 «onderlinge duels» 21:45 uur (UTC+3) | Anastasios Bakasetas 62' Vangelis Pavlidis 78' |       | 80' Robin Quaison | Olympisch Stadion Spyridon Louis, Athene Toeschouwers: 3.475 Scheidsrechter: Sergej Karasjov (RUS) Video-assistent: Vitali Mesjkov (RUS) |

|                                                                               |                                                               |       |        | |
| 9 oktober WK-kwalificatie Groep B № 1073 «onderlinge duels» 18:00 uur (UTC+2) | Zweden                                                        | 3 – 0 | Kosovo | Friends Arena, Solna Toeschouwers: 44.123 Scheidsrechter: Marco Di Bello (ITA) Video-assistent: Paolo Valeri (ITA) |
| 9 oktober WK-kwalificatie Groep B № 1073 «onderlinge duels» 18:00 uur (UTC+2) | Emil Forsberg 29' (pen.) Alexander Isak 62' Robin Quaison 79' |       |        | Friends Arena, Solna Toeschouwers: 44.123 Scheidsrechter: Marco Di Bello (ITA) Video-assistent: Paolo Valeri (ITA) |

|                                                                                |                                             |       |             | |
| 12 oktober WK-kwalificatie Groep B № 1074 «onderlinge duels» 20:45 uur (UTC+2) | Zweden                                      | 2 – 0 | Griekenland | Friends Arena, Solna Toeschouwers: 47.314 Scheidsrechter: Tobias Stieler (GER) Video-assistent: Christian Dingert (GER) |
| 12 oktober WK-kwalificatie Groep B № 1074 «onderlinge duels» 20:45 uur (UTC+2) | Emil Forsberg 59' (pen.) Alexander Isak 69' |       |             | Friends Arena, Solna Toeschouwers: 47.314 Scheidsrechter: Tobias Stieler (GER) Video-assistent: Christian Dingert (GER) |

|                                                                                 |                                                       |       |        | |
| 11 november WK-kwalificatie Groep B № 1075 «onderlinge duels» 21:00 uur (UTC+4) | Georgië                                               | 2 – 0 | Zweden | Batoemistadion, Batoemi Toeschouwers: 6.800 Scheidsrechter: Serdar Gözübüyük (NED) Video-assistent: Jochem Kamphuis (NED) |
| 11 november WK-kwalificatie Groep B № 1075 «onderlinge duels» 21:00 uur (UTC+4) | Chvitsja Kvaratschelia 61' Chvitsja Kvaratschelia 77' |       |        | Batoemistadion, Batoemi Toeschouwers: 6.800 Scheidsrechter: Serdar Gözübüyük (NED) Video-assistent: Jochem Kamphuis (NED) |

|                                                                                 |                   |       |        | |
| 14 november WK-kwalificatie Groep B № 1076 «onderlinge duels» 20:45 uur (UTC+1) | Spanje            | 1 – 0 | Zweden | Estadio de La Cartuja, Sevilla Toeschouwers: 51.844 Scheidsrechter: Felix Brych (GER) Video-assistent: Marco Fritz (GER) |
| 14 november WK-kwalificatie Groep B № 1076 «onderlinge duels» 20:45 uur (UTC+1) | Álvaro Morata 86' |       |        | Estadio de La Cartuja, Sevilla Toeschouwers: 51.844 Scheidsrechter: Felix Brych (GER) Video-assistent: Marco Fritz (GER) |

### 2022
|                                                                                |                    |              |          | |
| 24 maart WK-kwalificatie Play-offs № 1077 «onderlinge duels» 20:45 uur (UTC+1) | Zweden             | 1 – 0 (n.v.) | Tsjechië | Friends Arena, Solna Toeschouwers: 50.628 Scheidsrechter: Michael Oliver (ENG) Video-assistent: Chris Kavanagh (ENG) |
| 24 maart WK-kwalificatie Play-offs № 1077 «onderlinge duels» 20:45 uur (UTC+1) | Robin Quaison 110' |              |          | Friends Arena, Solna Toeschouwers: 50.628 Scheidsrechter: Michael Oliver (ENG) Video-assistent: Chris Kavanagh (ENG) |

|                                                                                |                                                   |       |        | |
| 29 maart WK-kwalificatie Play-offs № 1078 «onderlinge duels» 20:45 uur (UTC+2) | Polen                                             | 2 – 0 | Zweden | Śląskistadion, Chorzów Toeschouwers: 54.078 Scheidsrechter: Daniele Orsato (ITA) Video-assistent: Massimiliano Irrati (ITA) |
| 29 maart WK-kwalificatie Play-offs № 1078 «onderlinge duels» 20:45 uur (UTC+2) | Robert Lewandowski 50' (pen.) Piotr Zieliński 72' |       |        | Śląskistadion, Chorzów Toeschouwers: 54.078 Scheidsrechter: Daniele Orsato (ITA) Video-assistent: Massimiliano Irrati (ITA) |

|                                                                                 |          |                                               |        | |
| 2 juni UEFA Nations League Groep B4 № 1079 «onderlinge duels» 20:45 uur (UTC+2) | Slovenië | 0 – 2                                         | Zweden | Stožicestadion, Ljubljana Toeschouwers: 5.123 Scheidsrechter: Ruddy Buquet (FRA) Video-assistent: Willy Delajod (FRA) |
| 2 juni UEFA Nations League Groep B4 № 1079 «onderlinge duels» 20:45 uur (UTC+2) |          | 39' (pen.) Emil Forsberg 88' Dejan Kulusevski |        | Stožicestadion, Ljubljana Toeschouwers: 5.123 Scheidsrechter: Ruddy Buquet (FRA) Video-assistent: Willy Delajod (FRA) |

|                                                                                 |                      |       |                                                          | |
| 5 juni UEFA Nations League Groep B4 № 1080 «onderlinge duels» 20:45 uur (UTC+2) | Zweden               | 1 – 2 | Noorwegen                                                | Friends Arena, Solna Toeschouwers: 42.320 Scheidsrechter: Anthony Taylor (ENG) Video-assistent: Stuart Attwell (ENG) |
| 5 juni UEFA Nations League Groep B4 № 1080 «onderlinge duels» 20:45 uur (UTC+2) | Anthony Elanga 90+2' |       | 20' (pen.) Erling Braut Haaland 69' Erling Braut Haaland | Friends Arena, Solna Toeschouwers: 42.320 Scheidsrechter: Anthony Taylor (ENG) Video-assistent: Stuart Attwell (ENG) |

|                                                                                 |        |                  |        | |
| 9 juni UEFA Nations League Groep B4 № 1081 «onderlinge duels» 20:45 uur (UTC+2) | Zweden | 0 – 1            | Servië | Friends Arena, Solna Toeschouwers: 24.123 Scheidsrechter: Lawrence Visser (BEL) Video-assistent: Jérôme Brisard (FRA) |
| 9 juni UEFA Nations League Groep B4 № 1081 «onderlinge duels» 20:45 uur (UTC+2) |        | 45+3' Luka Jović |        | Friends Arena, Solna Toeschouwers: 24.123 Scheidsrechter: Lawrence Visser (BEL) Video-assistent: Jérôme Brisard (FRA) |

|                                                                                  |                                                                                |       |                                         | |
| 12 juni UEFA Nations League Groep B4 № 1082 «onderlinge duels» 18:00 uur (UTC+2) | Noorwegen                                                                      | 3 – 2 | Zweden                                  | Ullevaalstadion, Oslo Toeschouwers: 24.273 Scheidsrechter: Harm Osmers (GER) Video-assistent: Bastian Dankert (GER) |
| 12 juni UEFA Nations League Groep B4 № 1082 «onderlinge duels» 18:00 uur (UTC+2) | Erling Braut Haaland 11' Erling Braut Haaland 54' (pen.) Alexander Sørloth 77' |       | 62' Emil Forsberg 90+5' Viktor Gyökeres | Ullevaalstadion, Oslo Toeschouwers: 24.273 Scheidsrechter: Harm Osmers (GER) Video-assistent: Bastian Dankert (GER) |

|                                                                                       |                                                                                          |       |                     | |
| 24 september UEFA Nations League Groep B4 № 1083 «onderlinge duels» 20:45 uur (UTC+2) | Servië                                                                                   | 4 – 1 | Zweden              | Rode Sterstadion, Belgrado Toeschouwers: 14.122 Scheidsrechter: Georgi Kabakov (BUL) Video-assistent: Ivajlo Stojanov (BUL) |
| 24 september UEFA Nations League Groep B4 № 1083 «onderlinge duels» 20:45 uur (UTC+2) | Aleksandar Mitrović 18' Aleksandar Mitrović 45+1' Aleksandar Mitrović 50' Saša Lukić 70' |       | 15' Viktor Claesson | Rode Sterstadion, Belgrado Toeschouwers: 14.122 Scheidsrechter: Georgi Kabakov (BUL) Video-assistent: Ivajlo Stojanov (BUL) |

|                                                                                       |                   |       |                    | |
| 27 september UEFA Nations League Groep B4 № 1084 «onderlinge duels» 20:45 uur (UTC+2) | Zweden            | 1 – 1 | Slovenië           | Friends Arena, Solna Toeschouwers: 22.895 Scheidsrechter: Felix Zwayer (GER) Video-assistent: Marco Fritz (GER) |
| 27 september UEFA Nations League Groep B4 № 1084 «onderlinge duels» 20:45 uur (UTC+2) | Emil Forsberg 42' |       | 28' Benjamin Šeško | Friends Arena, Solna Toeschouwers: 22.895 Scheidsrechter: Felix Zwayer (GER) Video-assistent: Marco Fritz (GER) |

|                                                                           |                 |       |                                        |                                                                                     |
| 16 november Vriendschappelijk № 1085 «onderlinge duels» 20:30 uur (UTC+1) | Mexico          | 1 – 2 | Zweden                                 | Estadi Montilivi, Girona Toeschouwers: 5.395 Scheidsrechter: César Soto Grado (ESP) |
| 16 november Vriendschappelijk № 1085 «onderlinge duels» 20:30 uur (UTC+1) | Alexis Vega 60' |       | 54' Marcus Rohdén 84' Mattias Svanberg | Estadi Montilivi, Girona Toeschouwers: 5.395 Scheidsrechter: César Soto Grado (ESP) |

|                                                                           |                                                |       |          |                                                                             |
| 19 november Vriendschappelijk № 1086 «onderlinge duels» 20:30 uur (UTC+1) | Zweden                                         | 2 – 0 | Algerije | Eleda Stadion, Malmö Toeschouwers: 13.486 Scheidsrechter: Espen Eskås (NOR) |
| 19 november Vriendschappelijk № 1086 «onderlinge duels» 20:30 uur (UTC+1) | Emil Forsberg 45+3' (pen.) Viktor Claesson 47' |       |          | Eleda Stadion, Malmö Toeschouwers: 13.486 Scheidsrechter: Espen Eskås (NOR) |

### 2023
|                                                                       |                                        |       |         |                                                                               |
| 9 januari Vriendschappelijk № 1087 «onderlinge duels» 18:45 uur (UTC) | Zweden                                 | 2 – 0 | Finland | Estádio Algarve, Loulé Toeschouwers: 300 Scheidsrechter: Vítor Ferreira (POR) |
| 9 januari Vriendschappelijk № 1087 «onderlinge duels» 18:45 uur (UTC) | Christoffer Nyman 38' Joel Asoro 90+3' |       |         | Estádio Algarve, Loulé Toeschouwers: 300 Scheidsrechter: Vítor Ferreira (POR) |

|                                                                        |                                          |       |                            |                                                                             |
| 12 januari Vriendschappelijk № 1088 «onderlinge duels» 18:00 uur (UTC) | Zweden                                   | 2 – 1 | IJsland                    | Estádio Algarve, Loulé Toeschouwers: 212 Scheidsrechter: Luís Godinho (POR) |
| 12 januari Vriendschappelijk № 1088 «onderlinge duels» 18:00 uur (UTC) | Elias Andersson 85' Jacob Ondrejka 90+4' |       | 30' Sveinn Aron Guðjohnsen | Estádio Algarve, Loulé Toeschouwers: 212 Scheidsrechter: Luís Godinho (POR) |

|                                                                              |        |                                                       |        | |
| 24 maart EK-kwalificatie Groep F № 1089 «onderlinge duels» 20:45 uur (UTC+1) | Zweden | 0 – 3                                                 | België | Friends Arena, Solna Toeschouwers: 49.296 Scheidsrechter: Orel Grinfeeld (ISR) Video-assistent: Roi Reinshreiber (ISR) |
| 24 maart EK-kwalificatie Groep F № 1089 «onderlinge duels» 20:45 uur (UTC+1) |        | 35' Romelu Lukaku 49' Romelu Lukaku 83' Romelu Lukaku |        | Friends Arena, Solna Toeschouwers: 49.296 Scheidsrechter: Orel Grinfeeld (ISR) Video-assistent: Roi Reinshreiber (ISR) |

|                                                                              | |       |              | |
| 27 maart EK-kwalificatie Groep F № 1090 «onderlinge duels» 20:45 uur (UTC+2) | Zweden | 5 – 0 | Azerbeidzjan | Friends Arena, Solna Toeschouwers: 23.674 Scheidsrechter: Stéphanie Frappart (FRA) Video-assistent: Benoît Millot (FRA) |
| 27 maart EK-kwalificatie Groep F № 1090 «onderlinge duels» 20:45 uur (UTC+2) | Emil Forsberg 38' Bəhlul Mustafazadə 65' (e.d.) Viktor Gyökeres 79' Jesper Karlsson 88' Anthony Elanga 89' |       |              | Friends Arena, Solna Toeschouwers: 23.674 Scheidsrechter: Stéphanie Frappart (FRA) Video-assistent: Benoît Millot (FRA) |

|                                                                       |                                                                                  |       |                    |                                                                              |
| 16 juni Vriendschappelijk № 1091 «onderlinge duels» 19:00 uur (UTC+2) | Zweden                                                                           | 4 – 1 | Nieuw-Zeeland      | Friends Arena, Solna Toeschouwers: 20.528 Scheidsrechter: Craig Pawson (ENG) |
| 16 juni Vriendschappelijk № 1091 «onderlinge duels» 19:00 uur (UTC+2) | Jesper Karlsson 39' Robin Quaison 44' Jesper Karlsson 45+1' Anthony Elanga 90+2' |       | 8' Callum McCowatt | Friends Arena, Solna Toeschouwers: 20.528 Scheidsrechter: Craig Pawson (ENG) |

|                                                                             |                                                     |       |        | |
| 20 juni EK-kwalificatie Groep F № 1092 «onderlinge duels» 20:45 uur (UTC+2) | Oostenrijk                                          | 2 – 0 | Zweden | Ernst Happelstadion, Wenen Toeschouwers: 46.300 Scheidsrechter: Marco Guida (ITA) Video-assistent: Marco Di Bello (ITA) |
| 20 juni EK-kwalificatie Groep F № 1092 «onderlinge duels» 20:45 uur (UTC+2) | Christoph Baumgartner 81' Christoph Baumgartner 89' |       |        | Ernst Happelstadion, Wenen Toeschouwers: 46.300 Scheidsrechter: Marco Guida (ITA) Video-assistent: Marco Di Bello (ITA) |

|                                                                                 |         | |        | |
| 9 september EK-kwalificatie Groep F № 1093 «onderlinge duels» 19:00 uur (UTC+3) | Estland | 0 – 5                                                                                               | Zweden | A. Le Coq Arena, Tallinn Toeschouwers: 11.411 Scheidsrechter: Horațiu Feșnic (ROU) Video-assistent: Ovidiu Haţegan (ROU) |
| 9 september EK-kwalificatie Groep F № 1093 «onderlinge duels» 19:00 uur (UTC+3) |         | 18' Viktor Gyökeres 24' Dejan Kulusevski 39' Alexander Isak 75' Robin Quaison 90+2' Viktor Claesson |        | A. Le Coq Arena, Tallinn Toeschouwers: 11.411 Scheidsrechter: Horațiu Feșnic (ROU) Video-assistent: Ovidiu Haţegan (ROU) |

|                                                                                  |               |       |                                                                          | |
| 12 september EK-kwalificatie Groep F № 1094 «onderlinge duels» 20:45 uur (UTC+2) | Zweden        | 1 – 3 | Oostenrijk                                                               | Friends Arena, Solna Toeschouwers: 43.228 Scheidsrechter: Serdar Gözübüyük (NED) Video-assistent: Pol van Boekel (NED) |
| 12 september EK-kwalificatie Groep F № 1094 «onderlinge duels» 20:45 uur (UTC+2) | Emil Holm 90' |       | 53' Michael Gregoritsch 56' Marko Arnautović 69' (pen.) Marko Arnautović | Friends Arena, Solna Toeschouwers: 43.228 Scheidsrechter: Serdar Gözübüyük (NED) Video-assistent: Pol van Boekel (NED) |

|                                                                          |                                                               |       |                    |                                                                               |
| 12 oktober Vriendschappelijk № 1095 «onderlinge duels» 19:00 uur (UTC+2) | Zweden                                                        | 3 – 1 | Moldavië           | Friends Arena, Solna Toeschouwers: 10.097 Scheidsrechter: Antti Munukka (FIN) |
| 12 oktober Vriendschappelijk № 1095 «onderlinge duels» 19:00 uur (UTC+2) | Jesper Karlsson 9' Gustaf Lagerbielke 18' Jesper Karlsson 74' |       | 39' Ion Nicolăescu | Friends Arena, Solna Toeschouwers: 10.097 Scheidsrechter: Antti Munukka (FIN) |

|                                                                                |                          |       |                     | |
| 16 oktober EK-kwalificatie Groep F № 1096 «onderlinge duels» 20:45 uur (UTC+2) | België                   | 1 – 1 | Zweden              | Koning Boudewijnstadion, Brussel Toeschouwers: 35.000 Scheidsrechter: Maurizio Mariani (ITA) Video-assistent: Aleandro Di Paolo (ITA) |
| 16 oktober EK-kwalificatie Groep F № 1096 «onderlinge duels» 20:45 uur (UTC+2) | Romelu Lukaku 31' (pen.) |       | 15' Viktor Gyökeres | Koning Boudewijnstadion, Brussel Toeschouwers: 35.000 Scheidsrechter: Maurizio Mariani (ITA) Video-assistent: Aleandro Di Paolo (ITA) |

|                                                                                 |                                                      |       |        | |
| 16 november EK-kwalificatie Groep F № 1097 «onderlinge duels» 21:00 uur (UTC+4) | Azerbeidzjan                                         | 3 – 0 | Zweden | Tofikh Bakhramovstadion, Bakoe Toeschouwers: 5.570 Scheidsrechter: Esther Staubli (SUI) Video-assistent: Lukas Fähndrich (SUI) |
| 16 november EK-kwalificatie Groep F № 1097 «onderlinge duels» 21:00 uur (UTC+4) | Emin Mahmudov 3' Renat Dadasjov 6' Emin Mahmudov 89' |       |        | Tofikh Bakhramovstadion, Bakoe Toeschouwers: 5.570 Scheidsrechter: Esther Staubli (SUI) Video-assistent: Lukas Fähndrich (SUI) |

|                                                                                 |                                       |       |         | |
| 19 november EK-kwalificatie Groep F № 1098 «onderlinge duels» 18:00 uur (UTC+1) | Zweden                                | 2 – 0 | Estland | Friends Arena, Solna Toeschouwers: 11.201 Scheidsrechter: Fabio Maresca (ITA) Video-assistent: Gianluca Aureliano (ITA) |
| 19 november EK-kwalificatie Groep F № 1098 «onderlinge duels» 18:00 uur (UTC+1) | Viktor Claesson 22' Emil Forsberg 55' |       |         | Friends Arena, Solna Toeschouwers: 11.201 Scheidsrechter: Fabio Maresca (ITA) Video-assistent: Gianluca Aureliano (ITA) |

### 2024
|                                                                          |                                       |       |                    |                                                                                              |
| 12 januari Vriendschappelijk № 1099 «onderlinge duels» 20:00 uur (UTC+2) | Zweden                                | 2 – 1 | Estland            | Stelios Kyriakidesstadion, Paphos Toeschouwers: 70 Scheidsrechter: Kyriakos Athanasiou (CYP) |
| 12 januari Vriendschappelijk № 1099 «onderlinge duels» 20:00 uur (UTC+2) | Sebastian Nanasi 30' Isaac Thelin 54' |       | 19' Kevor Palumets | Stelios Kyriakidesstadion, Paphos Toeschouwers: 70 Scheidsrechter: Kyriakos Athanasiou (CYP) |

|                                                                      |                                                                                   |       |                                        | |
| 21 maart Vriendschappelijk № 1100 «onderlinge duels» 19:45 uur (UTC) | Portugal                                                                          | 5 – 2 | Zweden                                 | Estádio D. Afonso Henriques, Guimarães Toeschouwers: 27.532 Scheidsrechter: Ricardo de Burgos (ESP) Video-assistent: José Munuera Montero (ESP) |
| 21 maart Vriendschappelijk № 1100 «onderlinge duels» 19:45 uur (UTC) | Rafael Leão 24' Matheus Nunes 33' Bruno Fernandes 45' Bruma 57' Gonçalo Ramos 61' |       | 58' Viktor Gyökeres 90' Gustaf Nilsson | Estádio D. Afonso Henriques, Guimarães Toeschouwers: 27.532 Scheidsrechter: Ricardo de Burgos (ESP) Video-assistent: José Munuera Montero (ESP) |

|                                                                        |                    |       |         |                                                                               |
| 25 maart Vriendschappelijk № 1101 «onderlinge duels» 19:00 uur (UTC+1) | Zweden             | 1 – 0 | Albanië | Friends Arena, Solna Toeschouwers: 17.892 Scheidsrechter: Marcel Bîrsan (ROU) |
| 25 maart Vriendschappelijk № 1101 «onderlinge duels» 19:00 uur (UTC+1) | Gustaf Nilsson 62' |       |         | Friends Arena, Solna Toeschouwers: 17.892 Scheidsrechter: Marcel Bîrsan (ROU) |

|                                                                      |                                                |       |                   | |
| 5 juni Vriendschappelijk № 1102 «onderlinge duels» 19:00 uur (UTC+2) | Denemarken                                     | 2 – 1 | Zweden            | Parken, Kopenhagen Toeschouwers: 35.522 Scheidsrechter: Kristoffer Hagenes (NOR) Video-assistent: Jarred Gillett (ENG) |
| 5 juni Vriendschappelijk № 1102 «onderlinge duels» 19:00 uur (UTC+2) | Pierre-Emile Højbjerg 2' Christian Eriksen 86' |       | 9' Alexander Isak | Parken, Kopenhagen Toeschouwers: 35.522 Scheidsrechter: Kristoffer Hagenes (NOR) Video-assistent: Jarred Gillett (ENG) |

|                                                                      |        |                                                                     |        |                                                                                 |
| 8 juni Vriendschappelijk № 1103 «onderlinge duels» 18:00 uur (UTC+2) | Zweden | 0 – 3                                                               | Servië | Friends Arena, Solna Toeschouwers: 46.956 Scheidsrechter: Jasper Vergoote (BEL) |
| 8 juni Vriendschappelijk № 1103 «onderlinge duels» 18:00 uur (UTC+2) |        | 18' Sergej Milinković-Savić 60' Aleksandar Mitrović 70' Dušan Tadić |        | Friends Arena, Solna Toeschouwers: 46.956 Scheidsrechter: Jasper Vergoote (BEL) |

|                                                                                      |                    |       |                                                                  | |
| 5 september UEFA Nations League Groep C1 № 1104 «onderlinge duels» 20:00 uur (UTC+4) | Azerbeidzjan       | 1 – 3 | Zweden                                                           | Tofikh Bakhramovstadion, Bakoe Toeschouwers: 9.450 Scheidsrechter: Balázs Berke (HUN) Video-assistent: Tamás Bognár (HUN) |
| 5 september UEFA Nations League Groep C1 № 1104 «onderlinge duels» 20:00 uur (UTC+4) | Renat Dadasjov 82' |       | 65' Alexander Isak 71' Alexander Isak 80' (pen.) Viktor Gyökeres | Tofikh Bakhramovstadion, Bakoe Toeschouwers: 9.450 Scheidsrechter: Balázs Berke (HUN) Video-assistent: Tamás Bognár (HUN) |

|                                                                                      |                                                            |       |         | |
| 8 september UEFA Nations League Groep C1 № 1105 «onderlinge duels» 20:45 uur (UTC+2) | Zweden                                                     | 3 – 0 | Estland | Strawberry Arena, Solna Toeschouwers: 14.858 Scheidsrechter: Sven Jablonski (GER) Video-assistent: Christian Dingert (GER) |
| 8 september UEFA Nations League Groep C1 № 1105 «onderlinge duels» 20:45 uur (UTC+2) | Viktor Gyökeres 30' Alexander Isak 40' Viktor Gyökeres 44' |       |         | Strawberry Arena, Solna Toeschouwers: 14.858 Scheidsrechter: Sven Jablonski (GER) Video-assistent: Christian Dingert (GER) |

|                                                                                     |                                     |       |                              | |
| 11 oktober UEFA Nations League Groep C1 № 1106 «onderlinge duels» 20:45 uur (UTC+2) | Slowakije                           | 2 – 2 | Zweden                       | Národný futbalový štadión, Bratislava Toeschouwers: 15.381 Scheidsrechter: Maurizio Mariani (ITA) Video-assistent: Aleandro Di Paolo (ITA) |
| 11 oktober UEFA Nations League Groep C1 № 1106 «onderlinge duels» 20:45 uur (UTC+2) | David Strelec 44' David Strelec 72' |       | 25' Yasin Ayari 32' Ken Sema | Národný futbalový štadión, Bratislava Toeschouwers: 15.381 Scheidsrechter: Maurizio Mariani (ITA) Video-assistent: Aleandro Di Paolo (ITA) |

|                                                                                     |         |                                                               |        | |
| 14 oktober UEFA Nations League Groep C1 № 1107 «onderlinge duels» 21:45 uur (UTC+3) | Estland | 0 – 3                                                         | Zweden | A. Le Coq Arena, Tallinn Toeschouwers: 4.706 Scheidsrechter: Juxhin Xhaja (ALB) Video-assistent: Kreshnik Barjamaj (ALB) |
| 14 oktober UEFA Nations League Groep C1 № 1107 «onderlinge duels» 21:45 uur (UTC+3) |         | 29' Sebastian Nanasi 37' Sebastian Nanasi 66' Viktor Gyökeres |        | A. Le Coq Arena, Tallinn Toeschouwers: 4.706 Scheidsrechter: Juxhin Xhaja (ALB) Video-assistent: Kreshnik Barjamaj (ALB) |

|                                                                                      |                                       |       |                  | |
| 16 november UEFA Nations League Groep C1 № 1108 «onderlinge duels» 20:45 uur (UTC+1) | Zweden                                | 2 – 1 | Slowakije        | Strawberry Arena, Solna Toeschouwers: 36.417 Scheidsrechter: Mykola Balakin (UKR) Video-assistent: Daniele Chiffi (ITA) |
| 16 november UEFA Nations League Groep C1 № 1108 «onderlinge duels» 20:45 uur (UTC+1) | Viktor Gyökeres 3' Alexander Isak 48' |       | 19' Dávid Hancko | Strawberry Arena, Solna Toeschouwers: 36.417 Scheidsrechter: Mykola Balakin (UKR) Video-assistent: Daniele Chiffi (ITA) |

|                                                                                      | |       |              | |
| 19 november UEFA Nations League Groep C1 № 1109 «onderlinge duels» 20:45 uur (UTC+1) | Zweden | 6 – 0 | Azerbeidzjan | Friends Arena, Solna Toeschouwers: 10.127 Scheidsrechter: Paweł Raczkowski (POL) Video-assistent: Paweł Malec (POL) |
| 19 november UEFA Nations League Groep C1 № 1109 «onderlinge duels» 20:45 uur (UTC+1) | Dejan Kulusevski 10' Viktor Gyökeres 26' Viktor Gyökeres 37' Dejan Kulusevski 57' Viktor Gyökeres 58' Viktor Gyökeres 70' |       |              | Friends Arena, Solna Toeschouwers: 10.127 Scheidsrechter: Paweł Raczkowski (POL) Video-assistent: Paweł Malec (POL) |

### 2025
|                                                                        |                |       |        |                                                                                       |
| 22 maart Vriendschappelijk № 1110 «onderlinge duels» 18:00 uur (UTC+1) | Luxemburg      | 1 – 0 | Zweden | Stade de Luxembourg, Luxemburg Toeschouwers: 9.214 Scheidsrechter: Luca Cibelli (SUI) |
| 22 maart Vriendschappelijk № 1110 «onderlinge duels» 18:00 uur (UTC+1) | Seid Korac 23' |       |        | Stade de Luxembourg, Luxemburg Toeschouwers: 9.214 Scheidsrechter: Luca Cibelli (SUI) |

|                                                                        |                                                                                 |       |                 |                                                                                      |
| 25 maart Vriendschappelijk № 1111 «onderlinge duels» 19:00 uur (UTC+1) | Zweden                                                                          | 5 – 1 | Noord-Ierland   | Strawberry Arena, Solna Toeschouwers: 14.147 Scheidsrechter: Matthew MacDermid (SCO) |
| 25 maart Vriendschappelijk № 1111 «onderlinge duels» 19:00 uur (UTC+1) | Emil Holm 7' Erik Nygren 32' Ken Sema 59' Alexander Isak 64' Anthony Elanga 77' |       | 89' Isaac Price | Strawberry Arena, Solna Toeschouwers: 14.147 Scheidsrechter: Matthew MacDermid (SCO) |

|                                                                      |           |                                 |        | |
| 6 juni Vriendschappelijk № 1112 «onderlinge duels» 19:30 uur (UTC+2) | Hongarije | 0 – 2                           | Zweden | Puskás Aréna, Boedapest Toeschouwers: 55.000 Scheidsrechter: Atilla Karaoğlan (TUR) Video-assistent: Onur Özütoprak (TUR) |
| 6 juni Vriendschappelijk № 1112 «onderlinge duels» 19:30 uur (UTC+2) |           | 49' Erik Nygren 65' Yasin Ayari |        | Puskás Aréna, Boedapest Toeschouwers: 55.000 Scheidsrechter: Atilla Karaoğlan (TUR) Video-assistent: Onur Özütoprak (TUR) |

|                                                                       |        |   |          |                                                                     |
| 10 juni Vriendschappelijk № 1113 «onderlinge duels» 19:00 uur (UTC+2) | Zweden | – | Algerije | Strawberry Arena, Solna Toeschouwers: n.n.b. Scheidsrechter: n.n.b. |
| 10 juni Vriendschappelijk № 1113 «onderlinge duels» 19:00 uur (UTC+2) |        |   |          | Strawberry Arena, Solna Toeschouwers: n.n.b. Scheidsrechter: n.n.b. |

|                                                                                 |          |   |        |                                                    |
| 5 september WK-kwalificatie Groep B № 1114 «onderlinge duels» 20:45 uur (UTC+2) | Slovenië | – | Zweden | n.n.b. Toeschouwers: n.n.b. Scheidsrechter: n.n.b. |
| 5 september WK-kwalificatie Groep B № 1114 «onderlinge duels» 20:45 uur (UTC+2) |          |   |        | n.n.b. Toeschouwers: n.n.b. Scheidsrechter: n.n.b. |

|                                                                                 |        |   |        |                                                                           |
| 8 september WK-kwalificatie Groep B № 1115 «onderlinge duels» 20:45 uur (UTC+2) | Kosovo | – | Zweden | Fadil Vokrristadion, Pristina Toeschouwers: n.n.b. Scheidsrechter: n.n.b. |
| 8 september WK-kwalificatie Groep B № 1115 «onderlinge duels» 20:45 uur (UTC+2) |        |   |        | Fadil Vokrristadion, Pristina Toeschouwers: n.n.b. Scheidsrechter: n.n.b. |

|                                                                                |        |   |             |                                                    |
| 10 oktober WK-kwalificatie Groep B № 1116 «onderlinge duels» 20:45 uur (UTC+2) | Zweden | – | Zwitserland | n.n.b. Toeschouwers: n.n.b. Scheidsrechter: n.n.b. |
| 10 oktober WK-kwalificatie Groep B № 1116 «onderlinge duels» 20:45 uur (UTC+2) |        |   |             | n.n.b. Toeschouwers: n.n.b. Scheidsrechter: n.n.b. |

|                                                                                |        |   |        |                                                    |
| 13 oktober WK-kwalificatie Groep B № 1117 «onderlinge duels» 20:45 uur (UTC+2) | Zweden | – | Kosovo | n.n.b. Toeschouwers: n.n.b. Scheidsrechter: n.n.b. |
| 13 oktober WK-kwalificatie Groep B № 1117 «onderlinge duels» 20:45 uur (UTC+2) |        |   |        | n.n.b. Toeschouwers: n.n.b. Scheidsrechter: n.n.b. |

|                                                                                 |             |   |        |                                                    |
| 15 november WK-kwalificatie Groep B № 1118 «onderlinge duels» 20:45 uur (UTC+1) | Zwitserland | – | Zweden | n.n.b. Toeschouwers: n.n.b. Scheidsrechter: n.n.b. |
| 15 november WK-kwalificatie Groep B № 1118 «onderlinge duels» 20:45 uur (UTC+1) |             |   |        | n.n.b. Toeschouwers: n.n.b. Scheidsrechter: n.n.b. |

|                                                                                 |        |   |          |                                                    |
| 18 november WK-kwalificatie Groep B № 1119 «onderlinge duels» 20:45 uur (UTC+1) | Zweden | – | Slovenië | n.n.b. Toeschouwers: n.n.b. Scheidsrechter: n.n.b. |
| 18 november WK-kwalificatie Groep B № 1119 «onderlinge duels» 20:45 uur (UTC+1) |        |   |          | n.n.b. Toeschouwers: n.n.b. Scheidsrechter: n.n.b. |

SvFF · A-internationals · Selecties · Bondscoaches · Zweeds vrouwenelftal · Olympisch elftal · Zweden U21 · Zweden U20 · Zweden U19 · Zweden U18 · Zweden U17 · Zweden U16 · Vrouwen U17
1908 – 1919 ·
1920 – 1929 ·
1930 – 1939 ·
1940 – 1949 ·
1950 – 1959 ·
1960 – 1969 ·
1970 – 1979 ·
1980 – 1989 ·
1990 – 1999 ·
2000 – 2009 ·
2010 – 2019 ·
2020 − 2029
EK 1960 · 
EK 1964 · 
EK 1968 · 
EK 1972 · 
EK 1976 · 
EK 1980 · 
EK 1984 · 
EK 1988 · 
EK 1992 ·
EK 1996 · 
EK 2000 ·
EK 2004 ·
EK 2008 ·
EK 2012 · 
EK 2016 · 
EK 2020
WK 1930 · 
WK 1934 ·
WK 1938 ·
WK 1950 ·
WK 1954 · 
WK 1958 ·
WK 1962 · 
WK 1966 · 
WK 1970 ·
WK 1974 ·
WK 1978 ·
WK 1982 · 
WK 1986 · 
WK 1990 ·
WK 1994 ·
WK 1998 · 
WK 2002 ·
WK 2006 ·
WK 2010 · 
WK 2014 · 
WK 2018
OS 1908 · 
OS 1912 · 
OS 1920 · 
OS 1924 · 
OS 1928 · 
OS 1932 · 
OS 1936 · 
OS 1948 · 
OS 1952 · 
OS 1956 · 
OS 1964 · 
OS 1968 · 
OS 1972 · 
OS 1976 · 
OS 1980 · 
OS 1984 · 
OS 1988 · 
OS 1992 · 
OS 1996 · 
OS 2000 · 
OS 2004 · 
OS 2008 · 
OS 2012 · 
OS 2016
1908 · 
1909 · 
1910 · 
1911 · 
1912 · 
1913 · 
1914 · 
1915 · 
1916 · 
1917 · 
1918 · 
1919 · 
1920 · 
1921 · 
1922 · 
1923 · 
1924 · 
1925 · 
1926 · 
1927 · 
1928 · 
1929 · 
1930 · 
1931 · 
1932 · 
1933 · 
1934 · 
1935 · 
1936 · 
1937 · 
1938 · 
1939 · 
1940 ·
1941 ·
1942 ·
1943 ·
1944  ·
1945 · 
1946 · 
1947 · 
1948 · 
1949 · 
1950 · 
1952 · 
1952 · 
1953 · 
1954 · 
1955 · 
1956 · 
1957 · 
1958 · 
1959 ·
1960 · 
1961 · 
1962 · 
1963 · 
1964 · 
1965 · 
1966 · 
1967 · 
1968 · 
1969 ·
1970 · 
1971 · 
1972 · 
1973 · 
1974 · 
1975 · 
1976 · 
1977 · 
1978 · 
1979 ·
1980 · 
1981 · 
1982 · 
1983 · 
1984 · 
1985 · 
1986 · 
1987 · 
1988 · 
1989 · 
1990 · 
1991 · 
1992 · 
1993 · 
1994 · 
1995 · 
1996 · 
1997 · 
1998 · 
1999 · 
2000 · 
2001 · 
2002 · 
2003 · 
2004 · 
2005 · 
2006 · 
2007 · 
2008 · 
2009 · 
2010 · 
2011 · 
2012 · 
2013 · 
2014 · 
2015 · 
2016 · 
2017 · 
2018 ·
2019 ·
2020 ·
2021
Albanië ·
Algerije ·
Argentinië ·
Armenië ·
Australië ·
Azerbeidzjan ·
Bahrein ·
Barbados ·
België ·
Bosnië en Herzegovina ·
Botswana ·
Brazilië ·
Bulgarije ·
Chili ·
China ·
Colombia ·
Costa Rica ·
Cuba ·
Cyprus ·
DDR ·
Denemarken ·
Duitsland ·
Ecuador ·
Egypte ·
Engeland ·
Estland ·
Faeröer ·
Finland ·
Frankrijk ·
Georgië ·
Griekenland ·
Hongarije ·
Ierland ·
IJsland ·
Iran ·
Israël ·
Italië ·
Ivoorkust ·
Jamaica ·
Japan ·
Joegoslavië ·
Jordanië ·
Kameroen ·
Kazachstan ·
Kosovo ·
Kroatië ·
Letland ·
Liechtenstein ·
Litouwen ·
Luxemburg ·
Maleisië ·
Malta ·
Mexico ·
Moldavië ·
Montenegro ·
Nederland ·
Nieuw-Zeeland ·
Nigeria ·
Noord-Ierland ·
Noord-Korea ·
Noord-Macedonië ·
Noorwegen ·
Oekraïne ·
Oezbekistan ·
Oman ·
Oostenrijk ·
Paraguay ·
Peru ·
Polen ·
Portugal ·
Qatar ·
Roemenië ·
Rusland ·
San Marino ·
Saoedi-Arabië ·
Schotland ·
Senegal ·
Servië ·
Singapore ·
Slovenië ·
Slowakije ·
Sovjet-Unie ·
Spanje ·
Syrië ·
Thailand ·
Trinidad en Tobago ·
Tsjechië ·
Tsjecho-Slowakije ·
Tunesië ·
Turkije ·
Uruguay ·
Venezuela ·
Verenigde Arabische Emiraten ·
Verenigde Staten ·
Verenigd Koninkrijk ·
Wales ·
Wit-Rusland ·
Zuid-Afrika ·
Zuid-Korea ·
Zwitserland
Brazilië (1958) ·
Duitsland (2006) ·
Duitsland (2018) ·
Engeland (2006) ·
Engeland (2012) ·
Engeland (2018) ·
Frankrijk (2012) ·
Griekenland (2008) ·
Ierland (2016) ·
Italië (2016) ·
Mexico (2018) ·
Oekraïne (2012) ·
Oekraïne (2021) ·
Paraguay (2006) ·
Polen (2021) ·
Rusland (2008) ·
Slowakije (2021) ·
Spanje (2008) ·
Spanje (2021) ·
Trinidad en Tobago (2006) ·
Zuid-Korea (2018) ·
Zwitserland (2018)
CONMEBOL: Argentinië · Bolivia · Brazilië · Chili · Colombia · Ecuador · Paraguay · Peru · Uruguay · Venezuela

UEFA: Albanië · Andorra · Armenië · Azerbeidzjan · België · Bosnië en Herzegovina · Bulgarije · Cyprus · Denemarken · Duitsland · Engeland · Estland · Faeröer · Finland · Frankrijk · Georgië · Gibraltar · Griekenland · Hongarije · IJsland · Ierland · Israël · Italië · Kazachstan · Kosovo · Kroatië · Letland · Liechtenstein · Litouwen · Luxemburg · Malta · Moldavië · Montenegro · Nederland · Noord-Ierland · Noord-Macedonië · Noorwegen · Oekraïne · Oostenrijk · Polen · Portugal · Roemenië · Rusland · San Marino · Schotland · Servië · Slovenië · Slowakije · Spanje · Tsjechië · Turkije · Wales · Wit-Rusland · Zweden · Zwitserland

AFC: Australië · China · Irak · Iran · Japan · Libanon · Oezbekistan · Oman · Qatar · Saoedi-Arabië · Syrië · Verenigde Arabische Emiraten · Vietnam · Zuid-Korea

CAF: Algerije · Burkina Faso · Congo-Kinshasa · Egypte · Ghana · Ivoorkust · Kaapverdië · Kameroen · Mali · Marokko · Nigeria · Senegal · Tunesië · Zuid-Afrika

CONCACAF: Canada · Costa Rica · Curaçao · El Salvador · Honduras · Jamaica · Mexico · Panama · Suriname · Verenigde Staten

OFC: Nieuw-Zeeland